# Callithrincus
Callithrincus is een geslacht van wantsen uit de familie van de Tingidae (Netwantsen). Het geslacht werd voor het eerst wetenschappelijk beschreven door Horváth in 1925.

## Soorten
Het genus bevat de volgende soorten:

- Callithrincus serratus Horváth, 1925
- Callithrincus signatus Drake, 1942